# Kosmodrom Ťiou-čchüan
Kosmodrom Ťiou-čchüan (pinyin: Jiuquan), nejstarší čínská raketová základna, která byla vybudována roku 1956 a pro kosmonautiku přebudována v roce 1969.

## Umístění
Základna byla vybudována v nadmořské výšce zhruba 1000 m n. m. v poušti Vnitřního Mongolska.

## Pojmenování
Kosmodrom byl též pojmenováván jako Šuang-Čcheng-cu podle blízkého stejnojmenného města v provincii Kan-su. Oficiální čínský název je v českém přepisu Ťiou-čchüan Wej-sing Fa-še Čung-sin, v anglickém Jiuquan Weixing Fashe Zhongxin, oficiální anglická verze názvu je Jiuquan Satellite Launch Center

## Využití
Stavba raketové základny byla započata 1. června 1956. V roce 1960 z této základny startovaly ruské balistické rakety R-2. Dne 27. října 1966 odtud vypustili prototyp řízené střely s jadernou hlavicí. V roce 1969 byla základna upravena pro starty raket s družicemi. Byly vybudovány dvě startovací rampy s jednou společnou otočnou věží. Zde byl uskutečněn 1. listopadu 1969 první, tehdy neúspěšný, start první čínské rakety CZ-1 (též Čchang Čeng, resp. Chang-Zheng). Opakovaný pokus 24. dubna 1970 se vydařil, nová CZ-1 vynesla na oběžnou dráhu Země první čínskou družici China-1 (též Čína-1, nebo Mao-1). Odtud startovaly i další čínské družice tohoto jména. V roce 1974 zde byla vypuštěna nová raketa CZ-2 a v roce 1999 byla postavena třetí rampa pro raketový nosič Čchang Čeng 2F (též Chang Zheng 2F) určený pro pilotované lety.